# Hrabstwo Madison (Indiana)

Piramida wieku hrabstwa

Hrabstwo Madison (ang. Madison County) – hrabstwo w stanie Indiana w Stanach Zjednoczonych.

## Geografia
Według spisu z 2010 roku obszar całkowity hrabstwa obejmuje powierzchnię 452,90 mili² (1173,01 km²), z czego 451,92 mili² (1170,47 km²) stanowią lądy, a 0,99 mili² (2,56 km²) stanowią wody. Według szacunków United States Census Bureau w roku 2012 miało 130 348 mieszkańców. Jego siedzibą administracyjną jest Anderson.

### Miasta
- Anderson
- Alexandria
- Chesterfield
- Country Club Heights
- Edgewood
- Elwood
- Frankton
- Ingalls
- Lapel
- Markleville
- Orestes
- Pendleton
- River Forest
- Summitville
- Woodlawn Heights